# Saint-Hippolyte, Charente-Maritime
Saint-Hippolyte är en kommun i departementet Charente-Maritime i regionen Nouvelle-Aquitaine i västra Frankrike. Kommunen ligger  i kantonen Tonnay-Charente som ligger i arrondissementet Rochefort. År 2022 hade Saint-Hippolyte 1 485 invånare.

## Befolkningsutveckling
Antalet invånare i kommunen Saint-Hippolyte
Referens:INSEE